# OHRLLS
La Oficina del Alto Representante para los Países Menos Adelantados, los Países en Desarrollo sin Litoral y los Pequeños Estados Insulares en Desarrollo (OHRLLS) fue establecida por recomendación a la Asamblea General de las Naciones Unidas, en su resolución 56/227 del 24 de diciembre de 2001
La Oficina del Alto Representante para los Países menos Adelantados ([PMAs]), los Países en Desarrollo sin Litoral (PDSL) y los Pequeños Estados Insulares en Desarrollo ([PEIDs]) fue establecida por recomendación a la Asamblea General del Secretario General de las Naciones Unidas, en su resolución 56/227 del 24 de diciembre de 2001
La Oficina tiene como fin movilizar e impulsar el apoyo internacional para - y asegurando la coordinación eficaz, supervisión y revisión - de la aplicación de la Declaración de Bruselas y su Programa de Acción. La Declaración de Bruselas y Programa de Acción fueron adoptados por los países desarrollados y sus asociados en mayo de 2001.
Además de la Declaración de Bruselas y Programa de Acción, el mandato legislativo del Programa proviene de diversos documentos de las Naciones Unidas, entre los que destaca Declaración del Milenio de Naciones Unidas (párrafos 15, 17 y 18).
Las funciones principales de la Oficina del Alto Representante son:
- Ayudar el Secretario General a asegurar la plena movilización y coordinación de todas las partes del sistema de las Naciones Unidas, con miras a facilitar la ejecución coordinada y la coherencia del seguimiento y la vigilancia del Programa de Acción para los Países Menos Adelantados en los niveles nacional, regional y mundial;
- Dar apoyo coordinado al Consejo Económico y Social lo mismo que a la Asamblea General en la Evaluación de los progresos y en el examen anual de la ejecución del Programa de Acción
- Apoyar según procediera, el seguimiento coordinado de la ejecución del Marco Mundial para la cooperación en materia de transporte en tránsito entre los países en desarrollo sin litoral y de tránsito y la comunidad de donantes y del Programa de Acción para el Desarrollo Sostenible de los Pequeños Estados Insulares en Desarrollo
- Hacer el trabajo de promoción conveniente a favor de los países menos adelantados, los países en desarrollo sin litoral y los pequeños Estados insulares en desarrollo en asociación con las partes pertinentes de las Naciones Unidas y con la sociedad civil, los medios de información, las universidades y las fundaciones.
- Ayudar a movilizar apoyo y recursos internacionales para la ejecución del Programa de Acción para los Países Menos Adelantados y de otros programas e iniciativas para los países en desarrollo sin litoral y los pequeños Estados Insulares en desarrollo
- Dar apoyo adecuado a las consultas de grupos de países menos adelantados, países en desarrollo sin litoral y pequeños Estados insulares en desarrollo.